# District de Bhiwani
Le district de Bhiwani  (hindi : भिवानी जिला)  est un district  de l'état de l'Haryana  en Inde.

## Description
Au recensement de 2011, sa population compte 1 634 445 habitants pour une superficie de 4 778 km2.
Son chef-lieu est la ville de Bhiwani. 